# Esclavo rebelde
Esclavo rebelde es una escultura de mármol (2,15 m) realizada por Miguel Ángel en torno a 1513. Actualmente se conserva en el Museo del Louvre en París.

## Historia
La idea de los dos "esclavos" del Louvre surge para el segundo proyecto de la tumba de Julio II, un mausoleo monumental en el que Miguel Ángel trabajó inmediatamente. Las dos primeras obras completadas son los Esclavos (llamados Prisioneros hasta el siglo XIX), que irían colocados en la parte inferior del monumento.
La fecha de las dos esculturas se confirma gracias a una carta del propio artista a Marcello dei Covi, en la que habla de una visita de Luca Signorelli a su casa mientras él trabajaba en "una figura de mármol (...) que tiene las manos detrás".
Ambos esclavos fueron eliminados del proyecto final del monumento, en 1542. En 1546, Miguel Ángel regaló las obras a Roberto Strozzi para agradecerle su acogida en su casa de Roma entre julio de 1544 y enero de 1546. Cuando éste fue exiliado a Lyon se llevó las dos obras en abril de 1550. Llegan a manos del rey Enrique II que regaló ambas estatuas a Anne de Montmorency, condestable de Francia, y en abril de 1578 estaban colocadas en dos nichos del pórtico de Los Esclavos en el patio de su castillo de Écouen (una pequeña localidad localizada a unos 20 km al norte de París).
En 1632 Enrique II de Montmorency regaló las esculturas al cardenal Richelieu, que las llevó a su castillo de Poitou, donde las pudo ver Bernini, que realizó algunos dibujos.
En 1749, el entonces duque de Richelieu las hizo llevar a París. Fueron confiscadas en 1793, cuando la viuda del último de los mariscales de Richelieu intentó venderlas; así pasaron a ser propiedad del gobierno formando parte de las colecciones que hoy están en el Louvre.

## Descripción
El Esclavo rebelde está representado mientras trata de liberarse, retorciéndose, de las cuerdas con las que le han atado las manos. La sensación que debía transmitir era la de conferir mayor tridimensionalidad a la obra, acercándose sugestivamente hacia el espectador.
El significado iconológico de las dos estatuas se relaciona probablemente con el motivo de los Cautivos en el arte romano, de hecho Vasari los identificó como personificaciones de las provincias controladas por Julio II. El Esclavo rebelde en particular podría representar las escultura o la arquitectura, pero se trata de conjeturas. Otras lecturas propuestas son más de tipo filosófico-simbólico y están ligadas a la vida personal del artista y sus "tormentos".
Desde el punto de vista estilístico, los esclavos recuerdan las estatuaria antigua, en particular helenística, como el grupo del Laocoonte, descubierto en 1506 en presencia del propio MIguel Ángel y que causó gran impresión en él.